# 西川親幸
西川 親幸（にしかわ ちかゆき、1965年8月31日 - ）は、熊本県出身の元競輪選手。日本競輪学校（当時。以下、競輪学校）第57期生。現役時代は日本競輪選手会熊本支部に所属していた。

## 来歴
鎮西高等学校を卒業し競輪学校に第57期生として入校。主な同期生に坂本勉、波潟和男、梶應弘樹らがいる。在校競走成績は12位（32勝）。
1986年5月10日、広島競輪場でデビューし2着。初勝利は同年5月12日の同場。
1989年の第42回日本選手権競輪（花月園競輪場）で特別競輪（現在のGI）初出場（新人王戦を除く）を果たして以降、2010年代後半までGI、GIIに常時参加実績を有した、大変息の長い選手であった。
日本選手権競輪においては、過去に第49回（1996年）で3位、第53回（2000年）で2位となり表彰台に立った実績がある（いずれも千葉競輪場での開催）ほか、1993年の第46回から2017年の第71回まで出場し、歴代2位タイとなる連続26回出場の記録を打ち立てた。この他、ふるさとダービーでも過去に2度3位（1992年の別府、1995年の富山）に入っている。
2003年11月30日、宇都宮競輪場にて通算300勝を達成。
2004年全日本自転車競技選手権大会・ケイリンで優勝。
2013年2月24日、高松競輪場で通算400勝を達成。9月19日に行われた小田原S級決勝で優勝。48歳（0ヶ月）でのS級優勝達成は、伊藤公人が2006年9月1日に、京都向日町で優勝を記録した49歳8ヶ月に次ぐ高齢記録。
2014年1月24日に行われた取手S級決勝を制し、上記年齢記録を更新した。
2018年1月22日に小倉S級決勝を52歳4ヶ月22日の年齢で制し、従前、萩原操が記録していた同級最年長優勝記録（51歳1ヶ月9日）を更新した。
2020年上期（1月 - 6月）においても最高位のS級1班の格付けを維持し、最高齢S級1班格付けの記録を更新した（のち神山雄一郎が更新）が、同年下期（7月 - 12月）では2班格付けが決定し降格、記録が途切れた。なお、9月17日の別府FI2日目第7レース（準決勝）にて6着となり、通算取得賞金額が10億円を突破。取得賞金額10億円達成は通算34人目、現役選手では20人目であった。なお、デビューから34年4ヶ月7日（12549日）での達成は史上最遅、かつ特別競輪（GII以上）優勝経験がない中での10億円突破は史上初となった。
2023年下期よりA級1班に陥落。だが、A級のレースには出場することなく、そのまま引退していたことがのち判明した。7月1日の向日町FI最終日第5レース（S級一般）で7着となったのがラストレースとなった。
2023年7月11日、選手登録消除。通算成績は3044戦468勝、優勝回数44回。通算獲得賞金は10億2739万3588円。

## 主な記録
いずれも引退日時点。
- S級最年長優勝 - 52歳4か月22日（2018年1月22日、小倉FI）[6][9]
  - 2023年8月9日に内藤宣彦が52歳5か月で更新[11]
- 日本選手権競輪連続出場 - 26回（小倉竜二に次いで鈴木誠と伏見俊昭との歴代2位タイ）